# Emigración panameña
La emigración de Panamá es menor que la de la mayoría de países de América. Históricamente Panamá ha sido un país de destino y de tránsito para los inmigrantes, dada su ubicación estratégica y los proyectos implementados por el gobierno, el país logra atraer a un gran número de inmigrantes. Sin embargo, Panamá también es origen de emigrantes en una escala menor.
Para 2024, de acuerdo con la ONU, había tan solo 139.520 panameños viviendo en el extranjero, aproximadamente un 3,26% de la población. Los emigrantes de Panamá viajan principalmente a Estados Unidos, el 71,51%,	y en menor medida a Costa Rica, el 9,83% y España, el 4,11%. La emigración femenina, 71.455 mujeres un 51.21% del total de emigrantes, es superior a la masculina, 68.065 emigrantes varones, que son el 48.78%.

## Destino
Según un informe de la ONU titulado Perfil migratorio de Panamá del 2024, había 139.520 panameños viviendo en el exterior, siendo los siguientes los principales países de destino:
| Puesto | País de residencia   | Población | Porcentaje |
| ------ | -------------------- | --------- | ---------- |
| 1º     | Estados Unidos       | 99.764    | 71,51%     |
| 2º     | Costa Rica           | 13.711    | 9,83%      |
| 3º     | España               | 5.730     | 4,11%      |
| 4º     | Colombia             | 3.123     | 2,24%      |
| 5º     | Canadá               | 2.814     | 2,02%      |
| 6º     | México               | 1.767     | 1,27%      |
| 7º     | Italia               | 1.102     | 0,79%      |
| 8º     | Ecuador              | 1.008     | 0,72%      |
| 9º     | Venezuela            | 828       | 0,59%      |
| 10º    | Alemania             | 811       | 0,58%      |
| 11º    | Reino Unido          | 789       | 0,57%      |
| 12º    | República Dominicana | 789       | 0,57%      |
| 13º    | Brasil               | 660       | 0,47%      |
| 14º    | Perú                 | 644       | 0,46%      |
| 15º    | Suiza                | 588       | 0,42%      |
| 16º    | Francia              | 582       | 0,42%      |
| 17º    | El Salvador          | 458       | 0,33%      |
| 18º    | Nicaragua            | 423       | 0,3%       |
| 19º    | Honduras             | 406       | 0,29%      |
| 20º    | Países Bajos         | 390       | 0,28%      |